# Suhoj Su-27
Suhoj Su-27 (NATO naziv: "Flanker") je mlazni borbeni lovac koji se prvotno proizvodio u SSSR-u a dizajnirala ga je tvrtka Suhoj. Razvijan je kako bi SSSR imao zrakoplov koji se mogao nositi s novim američkim lovcima i presretačima (F-15 Eagle, F-16 Fighting Falcon, F/A-18 Hornet)a to je trebao činiti pomoću svog velikog dometa, jakog naoružanja i velike sposobnosti manevriranja.

## Razvoj

### PFI program
1969. USAF je odabrao McDonnell Douglasov F-15 kao pobjednika u natječaju za novi lovački avion. Suočeni s prijetnjom koju im je taj novi zrakoplov predstavljao, sovjetske vlasti su ubrzo izdale zahtjev za razvoj novog lovca koji bi mogao konkurirati američkoj prijetnji. PFI projekt (Perspektivnyi Frontovi Istrebitel – Budući Frontalni Lovac) je primarno bio dizajniran kao dalekometni presretač koji bi zamijenio zrakoplove poput Tu-128, Su-15 i Jak-28P. Sekundarna uloga mu se odnosila na eskort dalekometnih jurišnika poput Suhoja Su-24, ili upad u dubinu neprijateljskog teritorija kako bi napao neprijateljske zračne tankere i AWACS zrakoplove. PFI zahtjevi su tražili okretan zrakoplov, maksimalne brzine od 1450 km/h, borbenog radijusa 1700 km (na velikoj visini) i 500 km (na maloj visini. 
I Mikojan i Suhoj su počeli s radovima na projektu, a Jakovljev koji je također sudjelovao na početku je kasnije odustao jer su se posvetili razvoju Jaka-41. Suhojev dizajnerski tim je predvodio Yevgeny Ivanov uz pomoć svog zamjenika Olega Samolovicha. Uskoro je postalo očito, kako se zahtjevi oko okretnosti i radijusa djelovanja zajedno ne mogu ispuniti te je na intervenciju direkotora MiG-a, Artema Mikojana projekt podijeljen na dva dijela: Laki PFI i Teški PFI. Jedan od Mikojanovih dizajnova je bio kompatabilan sa zahtjevom za Lakim PFI-om te će kasnije postati MiG-29, dok je Suhojev dizajn više odgovarao teškoj inačici PFI-a te će postati novi zrakoplov oznake T10.

### T10
T10 je bio poprilično velik zrakoplov, s velikim unutarnjim prostorom za nošenje goriva i elektroničkih sustava. Prvotno je imao dva Saturn-Lyulka AL-21F-3 turbo-mlazna motora s naknadnim izgaranjem koji su razvijali maksimalnih 109,9 kN potiska, a dva usisnika zraka su se nalazila ispod trupa. Prvi T10 prototip oznake T10-1 je prvi put poletjelo 10. svibnja 1977. s pilotom Vladimirom Iljušinom (sin osnivača biroa Iljušin). Drugi prototip, T10-2 je izgubljen 7. svibnja 1978. a pilot, Yevgeny Solovyev je poginuo prilikom pokušaja katapultiranja. Ukupno su izrađena četiri prototipa u Suhojevoj radionici, dok je u državnoj tvornici Komsomolsk izrađeno još pet zrakoplova u razdoblju od 1980. do 1982. Kako su zapadne obavještajne službe sve više saznavale o novom zrakoplovu, zamijenjena je stara oznaka RAM-K te je dobio službenu NATO oznaku Flanker-A. Prototipovi su varirali u detaljima, tako su dva zrakoplova imala Lyulka-Saturn AL-31 motore, a dva su bila u izradi kada je odlučeno da se zrakoplov redizajnira jer nije zadovoljavao zahtjeve.

#### T10S
Redizajnirana inačica je dobila oznaku T10S te je izrađeno oko deset prototipova. Neki su bili sastavljeni iznova, dok su neki bili samo modificirani iz prijašnjih T10 prototipova. Većina je na početku bila slična svojim prethodnicima, a kako je razvoj tekao, tako su na njih ugrađivana nova rješenja i tehnologije. Razvoj prototipa je tekao dosta teško. Prvi T10S prototip (T10S-1) je prvi put poletio 20. travnja 1981 s pilotom Vladimirom Iljušinom, no zrakoplov je izgubljen zbog problema sa sustavom goriva. Pilot se pritom sigurno katapultirao. Drugi prototip, T10S-2 se raspao u letu 23. prosinca 1981 pri čemu je poginuo pilot Alexander Komarov, a T10S-7 se također teško oštetio kada je pilot Nikolai Sadovnikov pokušao rekonstruirati nesreću drugog prototipa. Unatoč velikim oštećenjima lijevog krila, pilot je uspješno prizemljio zrakoplov. Kasnije je ustanovljeno da su uzrok druge i treće nesreće bila zakrilca na napadnoj ivici krila.
Nakon što su riješeni tehnički problemi, pojavili su se problemi oko proizvodnje tako da je 1986. u službu ušao samo manji broj produkcijskih zrakoplova oznake Su-27. Pritom je dobio NATO oznaku Flanker-B. Prvi proizvedeni zrakoplovi su se često označavali i kao Su-27S. Dok su se rješavali problemi oko proizvodnje, neki prototipovi su korišteni za obaranje rekorda. P-42 je nastao skidanjem sve nepotrebne opreme s T10S-3A. Prilikom jednog leta, popeo se na visinu od 15.000 m za 70,33 s čime je za sedam sekundi srušio rekord koji je prije toga držao F-15.

## Opis
Produkcijski Su-27S je u velikoj mjeri zadržao karakteristike i izgled prethodnih prototipova, no izmjena je bilo a najuočljivija je bila ugradnja krila s oštrim a ne zaobljenim rubovima. Osim toga: vertikalni stabilizatori su nagnuti unazad tako da su vrhovima bili iznad ispuha, izmijenjeni nosni dio, veća zračna kočnica iza kokpita i ugrađen je 30 mm Gryazev-Shipunov GSh-30-1 top. Ispred pilotske kabine je ugrađen OEPS-27 infracrveni sustav za praćenje i otkrivanje. U nosu se nalazio puls-doplerski Tikhomirov NIIP N001 radar koji je mogao istovremeno pratiti samo jednu metu no imao je dobar domet i "look-down / shoot-down" mogućnosti.
Ograničenja radara su značila da je Su-27S uglavnom ovisio o kontroli na tlu ili o AWACS zrakoplovima da ga navode, primajući podatke preko radio veze. U kasnije proizvedenim Su-27S, u repni produžetak je ugrađen SPO-15 (L-006) Beryoza ELINT sustav i 32 trostruka izbacivača toplinskih mamaca. Uglavnom je bio izrađen od aluminijskih legura i u manjoj mjeri od nehrđajućeg željeza i titanija. Zrakoplovom se upravljalo kroz fly-by-wire sustav. Pilot je sjedio na Zvezda K-36DM sjedalu za katapultiranje, te je imao odličnu preglednost iz svog kokpita. Avion su pokretala dva Saturn-Lyulka AL-31F motora s naknadnim izgaranjem, maksimalnog potiska 122,8 kN.

## Povijest korištenja
Novi zrakoplov je s misijama presretanja zapadnih zrakoplova iznad Barentsovog mora započeo 1987. iz početka, držeći se na većoj udaljenosti, no Norveški F-16 piloti su ga uskoro uspjeli fotografirati. U rujnu 1987. se zbio i incident kada se Su-27 previše približio Norveškom P-3 Orionu te repom zahvatio njegov propeler; oba zrakoplova su se uspješno prizemljila. Su-27S je formalno prezentiran zapadu na Pariškom zrakoplovnom sajmu 1989. kada je pilot Viktor Pugačev tom prigodom izveo danas poznati "kobra" manevar. Iako kobra manevar i nije imao neki poseban značaj u borbi, zapadni promatrači su bili iznenađeni manevarskim sposobnostima Su-27. Kako je bio dizajniran kao dalekometni lovac/presretač za sovjetsku protu-zračnu obranu, naoružanje je uglavnom činilo šest BVR raketa (za djelovanje izvan vizualnog kontakta) i dvije ili četiri rakete kratkog dometa za neposredni dvoboj. Iako je imao dobar IRST sustav i radar dobrog dometa, njegova elektronika je držana inferiornijom u odnosu na zapadne zrakoplove, a često se dovodila u pitanje i njena pouzdanost.

## Inačice

### Prva generacija Su-27

#### Su-27UB
Su-27 je bio kompliciran zrakoplov koji je dosta zahtijevao od pilota, stoga je tijekom razvoja T10 i T10S prototipa, Suhoj radio i na izradi dvosjeda za preobuku pilota. Zbog problema i nesreća s prethodnim prototipovima, razvoj dvosjeda je odgođen sve do ulasaka operativnog jednosjeda u proizvodnju. Prvi prototip dvosjed, T10U, je poletio tek u ožujku 1985. te je u proizvodnju i službu (pod oznakom Su-27UB) ušao dvije godine kasnije; pritom mu je NATO dodijelio oznaku Flanker-C. Osim prvih prototipova koji su izrađeni u Suhojevim pogonima u Moskvi, serijska proizvodnja se odvijala u državnoj tvornici u Irkutsku. Su-27UB je imao sjedala u tandemu ispod jednodijelnog poklopca kabine.
Prostor za drugo sjedalo je dobiveno produživanjem trupa, s blago povišenim vertikalnim stabilizatorima kako bi nadomjestili aerodinamičke promjene. Drugo sjedalo i prateće izmjene su povećale težinu zrakoplova za oko 1120 kg, no uz smanjenje unutarnjeg kapaciteta goriva i nekih manjih izmjena, Su-27UB je bio dosta sličan jednosjedu te je bio i potpuno borbeno operativan.

#### Su-27SK i Su-27UBK
Najkasnije proizvedeni jednosjedi Su-27S su korišteni kao osnova za izradu izvozne inačice, Su-27SK. Iako je vanjštinom bio gotovo identičan Su-27S, izvozne inačice su imale lošiju elektroniku; slabiji radar, protumjere i IFF sustav. Za potrebe vanjskog tržišta, izrađena je i dvosjedna inačica, Su-27UBK. Kinezi su bili prvi strani korisnici. 1991. su potpisali ugovor za nabavu 18 Su-27SK i 6 Su-27UBK čija je dostava počela 1992. Kinezi su planirali iskoristiti veliki domet Su-27 za jurišne zadatke, stoga su na svojim letjelicama pojačali podvozje i trup kako bi izdržali veće težine prilikom polijetanja. Kineski zrakoplovi su mogli nositi bombe, rasprskavajuća oružja i nevođena raketna zrna, no radarski sustavi im nisu imali mogućnost rada za borbu zrak-zemlja i nisu imali mogućnost nošenja pametnog naoružanja.
1995. kupili su još 16 Su-27SK i 6 Su-27UBK a 1996. su potpisali licencni ugovor kojim im je dopušteno da samostalno naprave 200 Su-27SK zrakoplova. Ugovorom im je zabranjeno da licencne zrakoplove, koji su dobili oznaku J-11, izvoze u druge zemlje. Prva dva kineski izrađena zrakoplova su poletjela do prosinca 1998. Licenca proizvodnja nije uključivala Su-27UBK stoga je Kina 1999. naručila još 28 dvosjeda za potrebe obuke. 
Osim Kine, i Vijetnam je 1995. nabavio pet Su-27Sk i jedan Su-27UB, nakon čega je 1996. uslijedila narudžba za još dva Su-27SK i četiri Su-27UBK.

#### Su-27K (Su-33)
Radovi na mornaričkoj inačici Su-27 su počeli gotovo istodobno kada i razvoj osnovnog zrakoplova. T10S prototipovi su modificirani za potrebe mornaričkih testiranja, a prvi testovi su se odvijali u kopnenim bazama koje su simulirale piste na nosačima zrakoplova. Zrakoplovi su dobili male kanarde za bolje manevriranje prilikom slijetanja i podvozje s produžetkom koji bi uhvatio žicu na stazi da uspori zrakoplov. Ovi modificirani zrakoplovi su doveli do posebne serije prototipova oznake T10K. Osim prije navedenih dodataka, ovi zrakoplovi su imali i produžetak za nadolijevanje goriva tijekom leta, no nisu imali preklapajuža krila i snažnije podvozje koji je bio potreban za djelovanje s nosača zrakoplova. Serijski proizvedeni Su-27K je imao to prijeko potrebno osnaženo podvozje i preklapajuća krila koja su na taj način štedjela brodski prostor. Testiranja na nosaču zrakoplova Kuznjetsov su obavljena u studenom 1989., a u rujnu 1991. Su-27K je i službeno ušao u službu na nosaču. Do početka 90-ih, u službi je bilo 26 zrakoplova, a od toga su dva bila unaprijeđena prototipa. Kako nakon pada SSSR-a nije postojala potreba za većim brojem mornaričkim zrakoplova i u službi je bio samo jedan nosač zrakoplova, proizvodnja Su-27K je prestala. NATO je K inačici dodijelio oznaku Flanker-D, dok ga Suhoj označava kao Su-33.

## Tehničke karakteristike
Osnovne karakteristike
- posada: 1 do 2
- dužina: 21,9 m
- raspon krila: 14,7 m
- površina krila: 62 m2
- visina: 5,93 m

Letne karakteristike
- najveća brzina: 2500 km/h (2,35 Maha)
- dolet: 3530 km
- brzina penjanja: 325 m/s
- najveća visina leta: 18 500 m
- specifično opterećenje krila: 371 kg/m2
- motor: 2× Saturn/Lyulka AL-31F turbofen motora